# Medzany
Medzany jsou obec na Slovensku v okrese Prešov. První písemná zmínka o obci pochází z roku 1230. Žije zde 978 obyvatel. Žijí zde příslušníci římskokatolické církve, evangelické (ECAV), Církve bratrské a dalších. Obec se rozprostírá v Šarišském podolí na středním toku řeky Torysa. Charakteristické panorama katastru obce tvoří Šarišský hradní vrch (570 m n. m.) sopečného původu, tvořený prvohorními amfibolicko pyroxénickými andezity.

## Fotografie

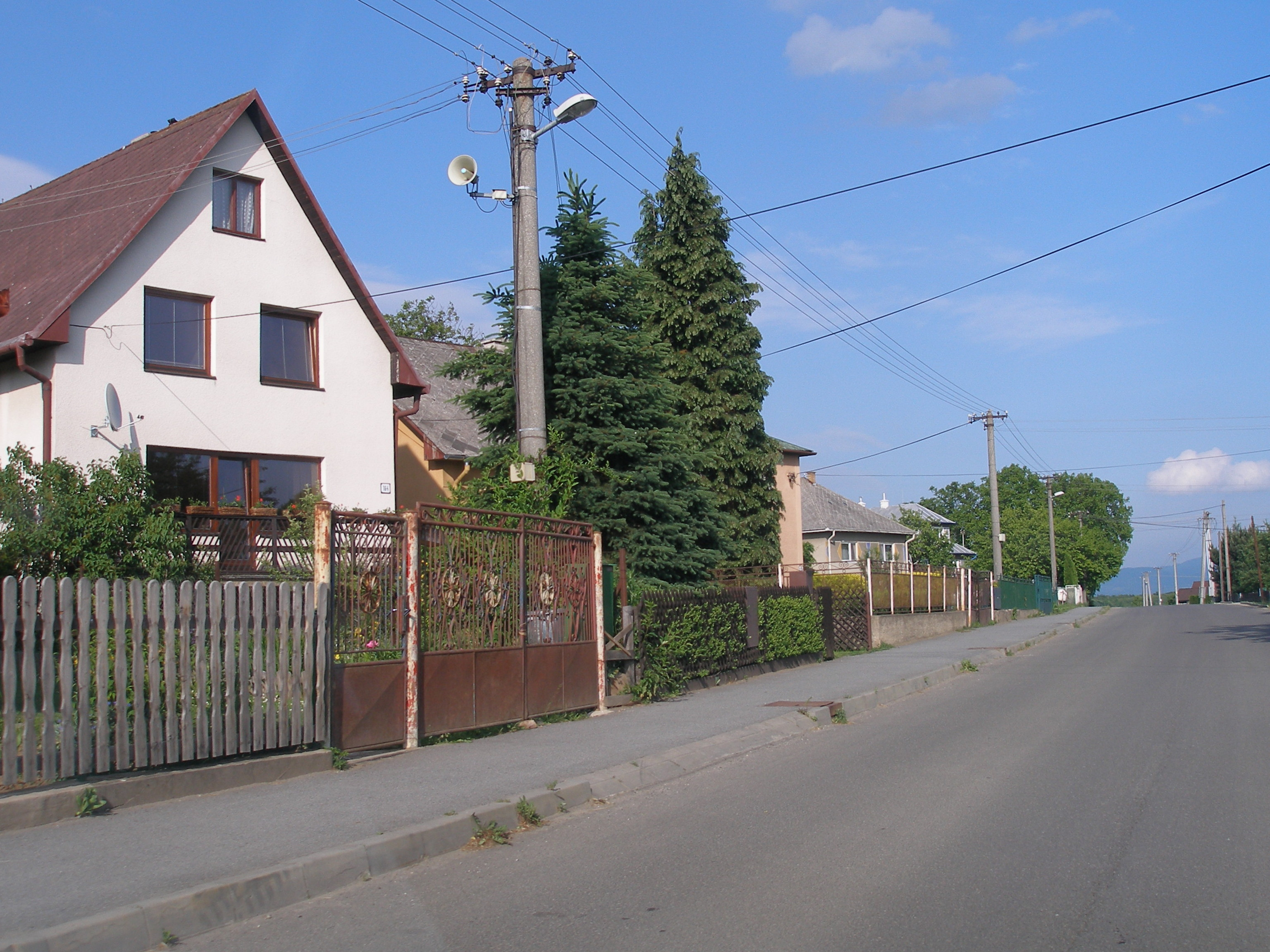
Medzany
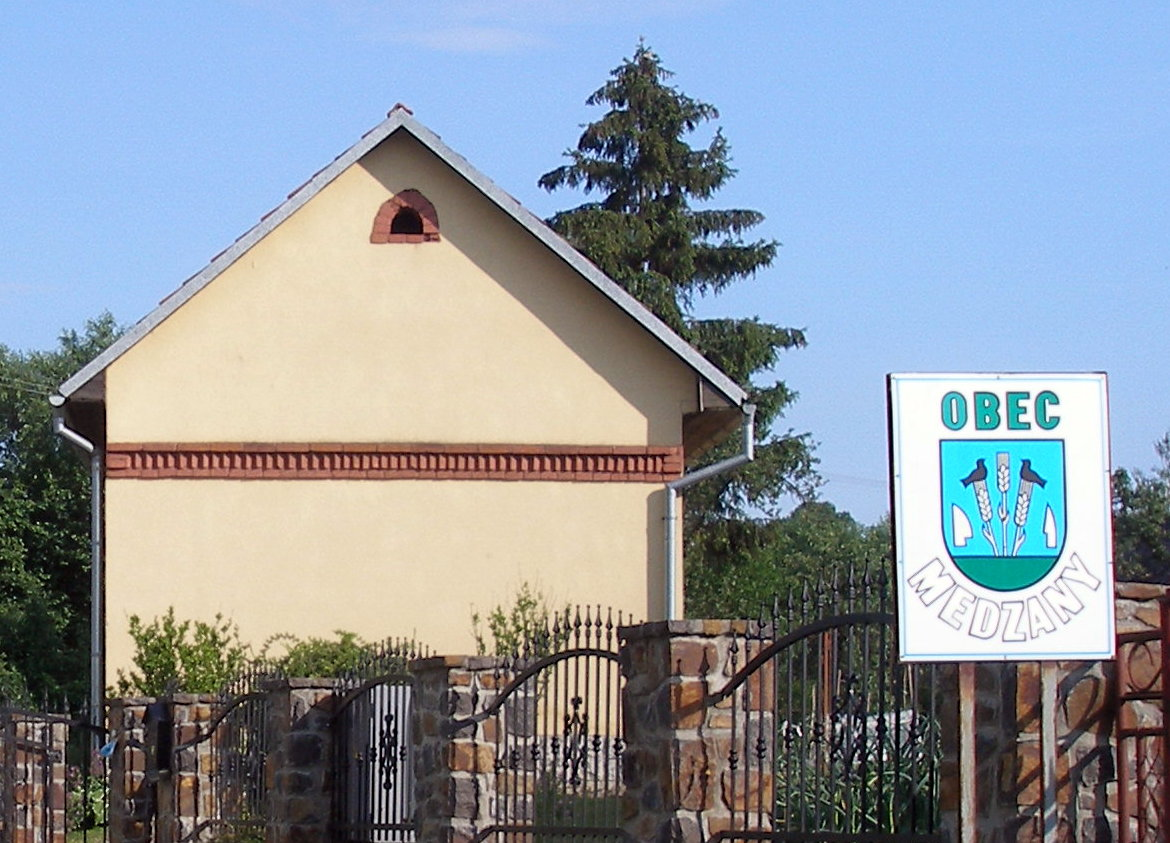
Medzany
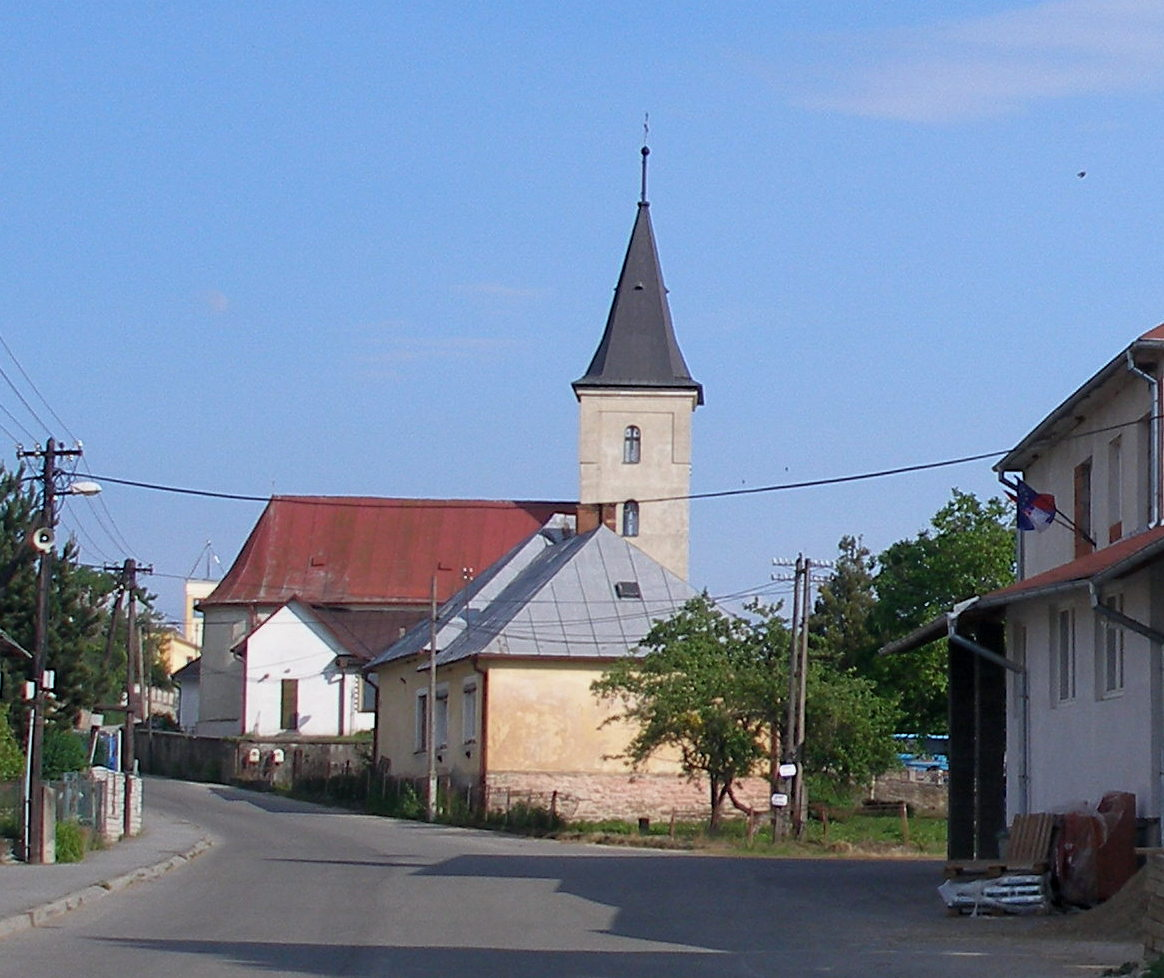
Medzany